# بابوف
بابوف (به فرانسوی: Babœuf) یک کمون (فرانسه) در فرانسه است که در اوآز واقع شده‌است. بابوف ۷٫۱۸ کیلومتر مربع مساحت دارد ۶۶ متر بالاتر از سطح دریا واقع شده‌است.